# Sandwich-Man

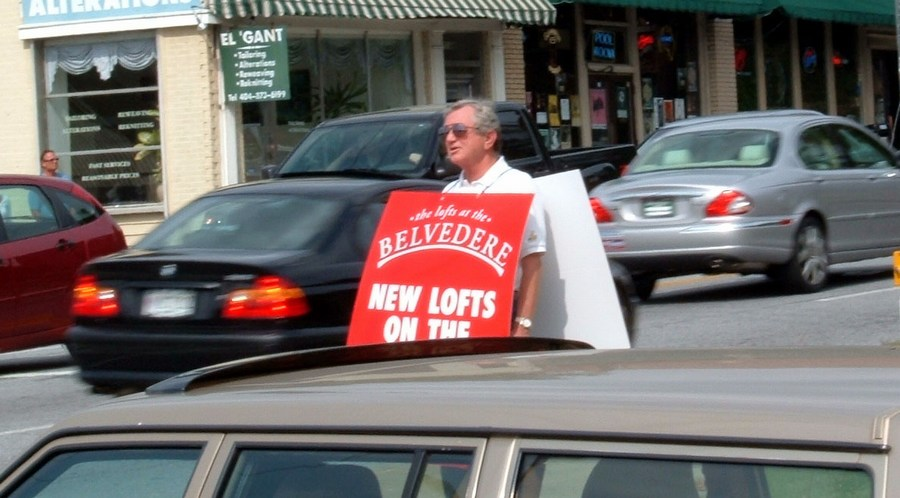
Sandwich-Man in Atlanta

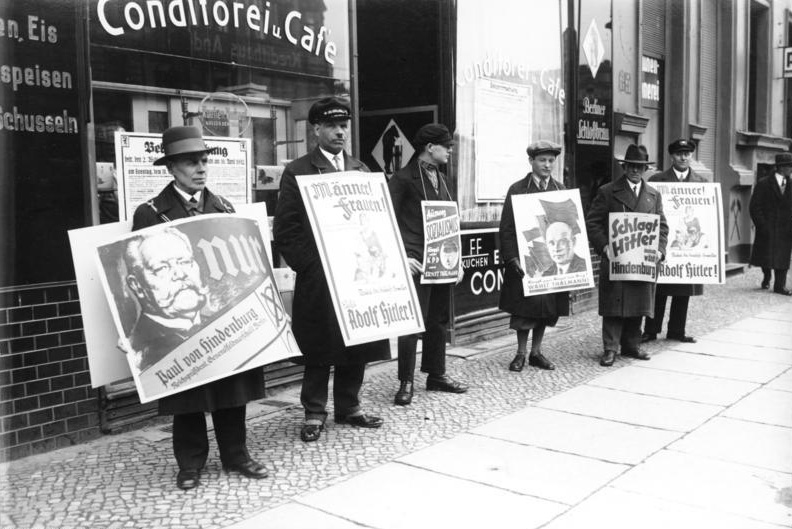
Wahlwerbung zur Reichspräsidentenwahl

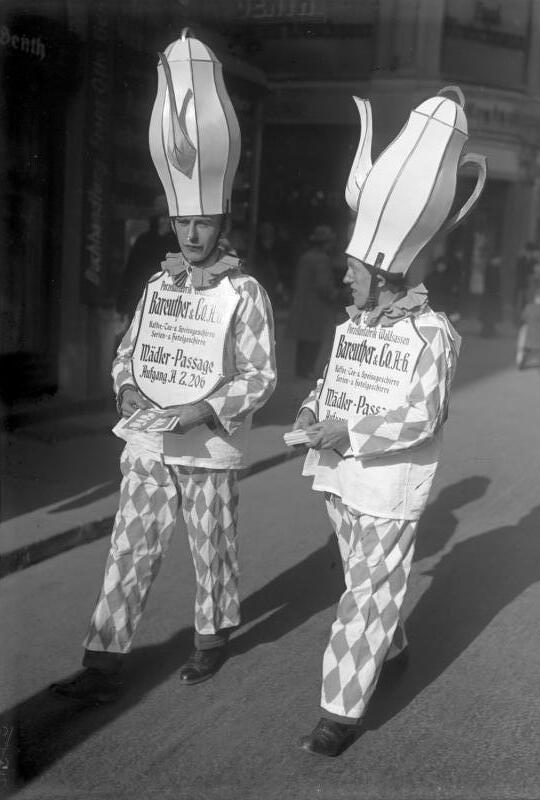
Werbung von Sandwich-Men zur Leipziger Frühjahrsmesse 1932

Sandwich-Man ist eine Form der Plakatwerbung.

## Funktion
Als Sandwich-Man bewegt sich eine Person mit jeweils einem verstärkten Plakat auf der Brust und auf dem Rücken (auch als Sandwich-Board bezeichnet) durch stark frequentierte Gebiete, wie eine Fußgängerzone oder Veranstaltung. Ebenfalls zum Bereich der Außenwerbung zählen die in der Funktion ähnlichen sogenannten  Running Flags, zu deutsch etwa laufende Werbefahnen, bei denen Beachfahnen auf den Rücken von Promotern getragen werden. Durch ihre Höhe sind sie in Menschenansammlungen verstärkt wahrnehmbar und die Werbefläche bleibt nicht mehr nur auf die Fahnen beschränkt, sondern kann zusätzlich an der Kleidung der Fahnenträger angebracht werden.

## Geschichte
Diese Form der Außenwerbung hat in der Werbegeschichte eine lange Tradition. Bereits 1820 wurden Sandwichmen in London als mobile, menschliche Werbeträger eingesetzt, als für Plakatwerbung Steuern gezahlt werden sollte und der Wettbewerb um Werbeflächen zunahm. Im August 2008 wurde die mobile Plakatwerbung in den zentralen Londoner Straßenzügen untersagt, weil die – nach Schätzungen der Stadtverwaltung rund 100 – Sandwich-Men als Verkehrshindernis und als Beeinträchtigung des Stadtbilds bewertet wurden.